# 八大夜叉大将
八大夜叉大将（はちだいやしゃたいしょう）とは仏教における夜叉鬼神の事で、特に毘沙門天の眷属とされる。

## 毘沙門天との関連性
夜叉羅刹は、古代インド神話上における悪鬼の総称。夜叉については、別項目内部リンクを参照のこと。毘沙門天は、元々暗黒界に住する夜叉鬼神の長とされ、毘沙門天（クベーラ）が仏教に帰依したことにより、悪鬼羅刹夜叉などの類も仏教に帰依する形となった。元々悪鬼であった夜叉等は、善神として毘沙門天やその他の神々と共に祀られるようになった。
その配下に属する夜叉は5000とも云われ、その頂点に立つのが八大夜叉大将である。常に毘沙門天の指示に随い、祈願する者を守護すると云われるが故に、守護八大夜叉神とも称される。同じ眷属中に、毘沙門天二十八使者なども存在する。信貴山朝護孫子寺の毘沙門天二十八使者が有名である。

## 八大夜叉大将
- 宝賢夜叉（ほうけんやしゃ）
- 満賢夜叉（まんけんやしゃ）
- 散支夜叉（さんしやしゃ）
- 衆徳夜叉（しゅうとくやしゃ）
- 応念夜叉（おうねんやしゃ）
- 大満夜叉（だいまんやしゃ）
- 無比力夜叉（むひりきやしゃ）
- 密厳夜叉（みつごんやしゃ）

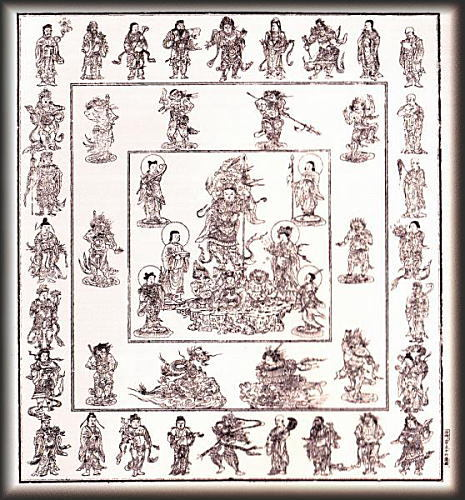
田村宗立『毘沙門天曼荼羅』
1862年 毘沙門堂勝林寺蔵
第二院（第二枠）にいるのが八大夜叉大将と竜王

なお、経典によっては若干の名称違いが存在し、必ずしも一定ではない。

## その他の夜叉
この他にも、仏教に帰依し、信仰の対象とされる夜叉神も存在する。
有名なものでは、子供の守り神とされる鬼子母神、薬師如来の眷属の十二神将、大般若経の守護神である深沙大将などがいる。